# Origlio
 Origlio ist eine politische Gemeinde im Kreis Capriasca, im Bezirk Lugano des Kantons Tessin in der Schweiz und besteht aus den Ortsteilen Origlio und Carnago. Der Lago di Origlio auf dem Gemeindegebiet steht unter Naturschutz.

## Geographie
Das Dorf liegt auf 450 m ü. M. bei dem kleinen Origliosee und 3 km östlich des Bahnhofs Taverne-Torricella der Linie Bellinzona-Lugano-Chiasso der Schweizerischen Bundesbahnen.
Die Nachbargemeinden sind im Nordwesten Torricella-Taverne, im Norden Ponte Capriasca, im Osten Capriasca, im Süden Comano und Cureglia und im Südwesten Lamone.

## Geschichte
Das Dorf wurde 1335 als Orellio erstmals erwähnt. Im Mittelalter befand sich hier ein befestigter Turm. Dieser wurde später umfunktioniert und dient jetzt als Wohnhaus im Dorfkern. Die Gemeinde hatte in der ersten Hälfte des 15. Jahrhunderts dem Herzog von Mailand 27 Soldaten und Kriegsmaterial zu stellen.
Mit der Gemeinde Ponte Capriasca waren Fusionsbestrebungen am Laufen; als neuer Gemeindename wurde Ponte Origlio beantragt. Das Projekt wurde im Dezember 2013 nach ablehnenden Abstimmungen in den Gemeinden aufgegeben. Origlio bildet aber nach wie vor eine eigenständige Bürgergemeinde.

## Bevölkerung
Einwohnerzahlen: Volkszählungsdaten

## Sehenswürdigkeiten
- Kirche San Giorgio e Santa Maria Immacolata, restauriert 1977/1995 (Architekt: Alberto Finzi)[8]
- Betkapelle mit Fresko Madonna mit Kind[8]
- Das älteste Haus des Dorfes A ra tur, erbaut 1647, jetzt im Privatbesitz[8]
- Pfarrkirche San Vittore Mauro im Ortsteil Carnago, restauriert 1987/1988, 1995/1996, 2002/2004[8]
- Wohnhaus De Lorenzi (1982/1983) im Ortsteil Campia, Architekt: Mario Botta[8]
- Wohnhaus mit Fresko San Cristoforo (15. Jahrhundert)[8]
- Lago d'Origlio, ein kleiner See, der unter Naturschutz steht[8][9]
- Schalenstein (Kennzeichenstein) im Ortsteil Preda piatta sotto an der Grenze der Gemeinden Comano TI und Vaglio TI (620 m ü. M.)[10]

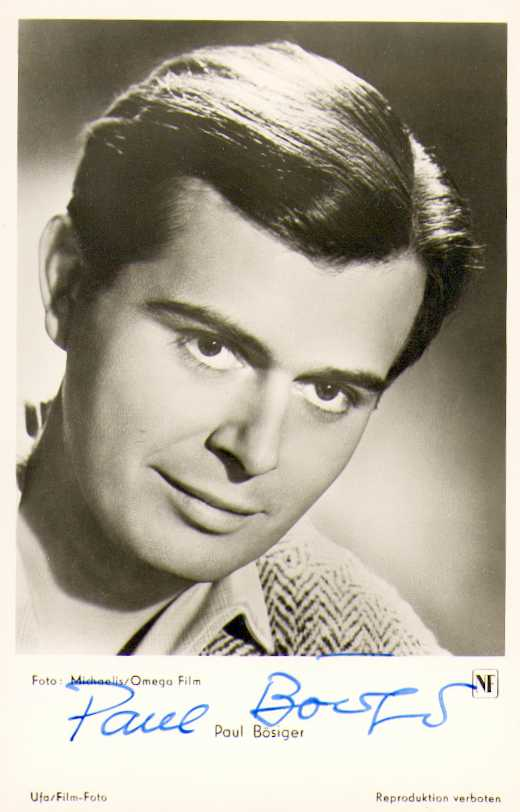
Paul Bösiger

## Sport
- Football Club Origlio-Ponte Capriasca[11]

## Persönlichkeiten
- Paul Bösiger (1929–1977), Schauspieler
- Albert Sing (1917–2008), deutscher Fussballspieler und -trainer

## Bilder

Origlio, Ponte Capriasca und Tesserete. Historisches Luftbild von Werner Friedli (1950)
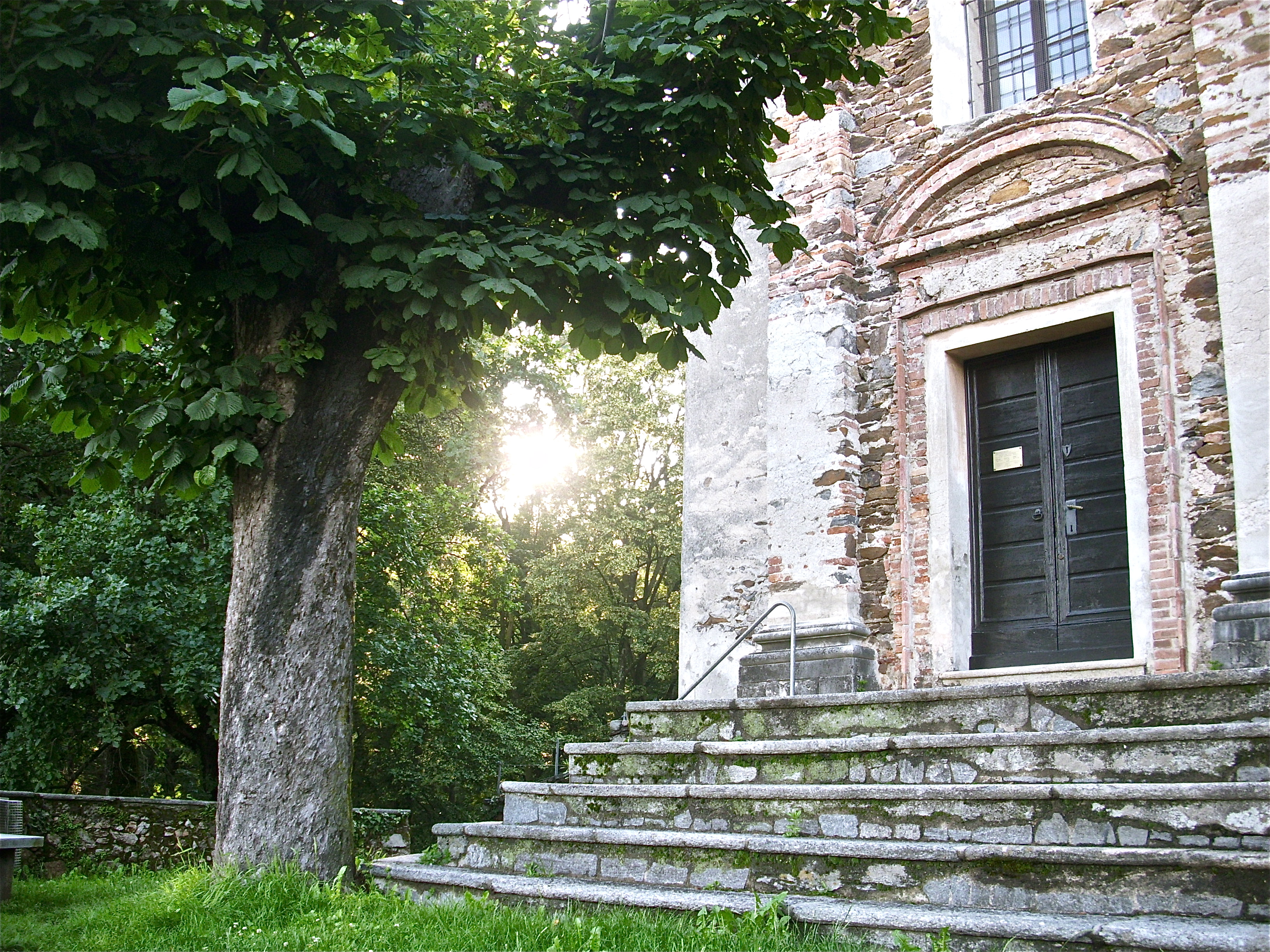
Kirche San Giorgio Portal
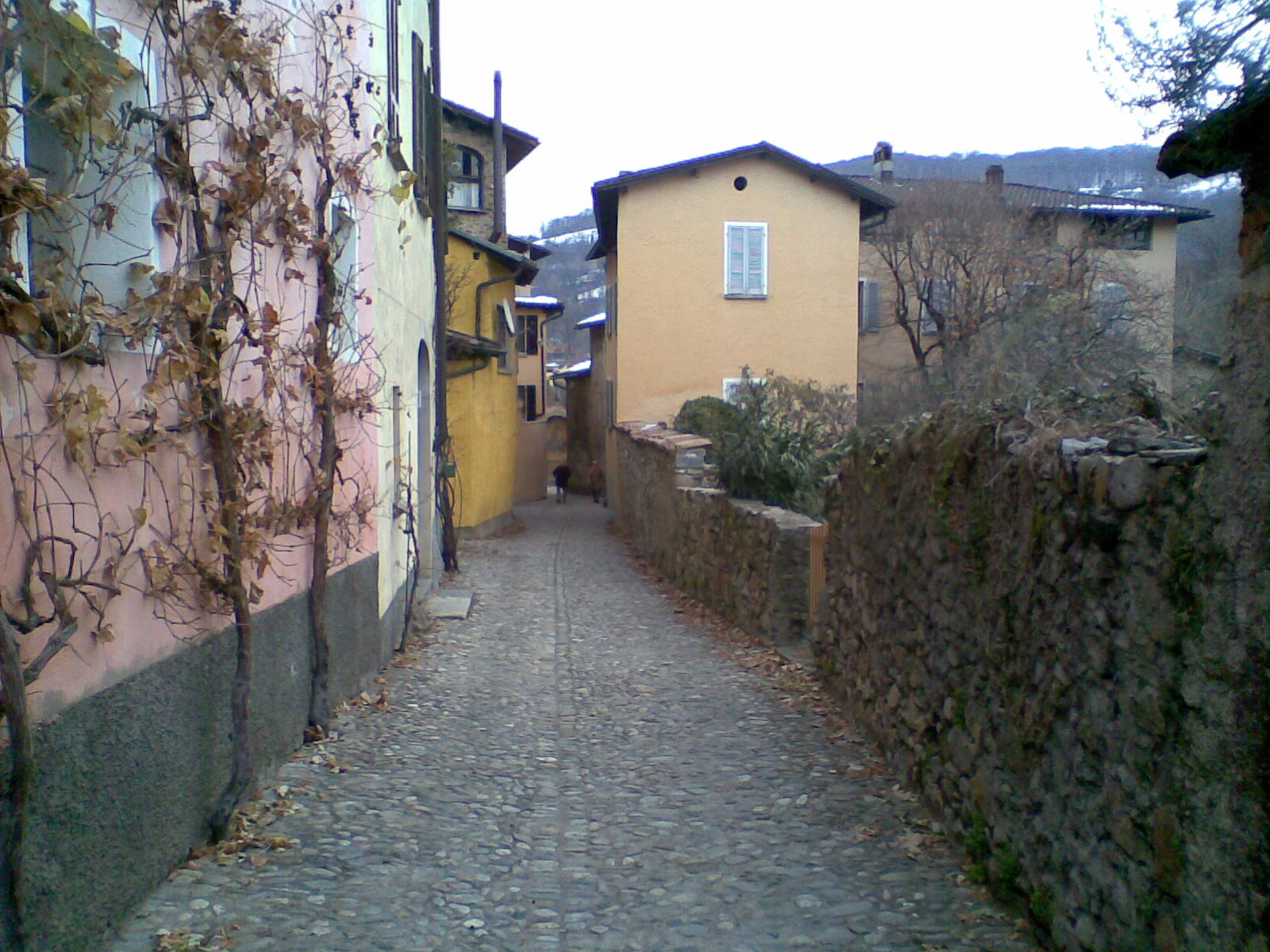
Dorfgasse
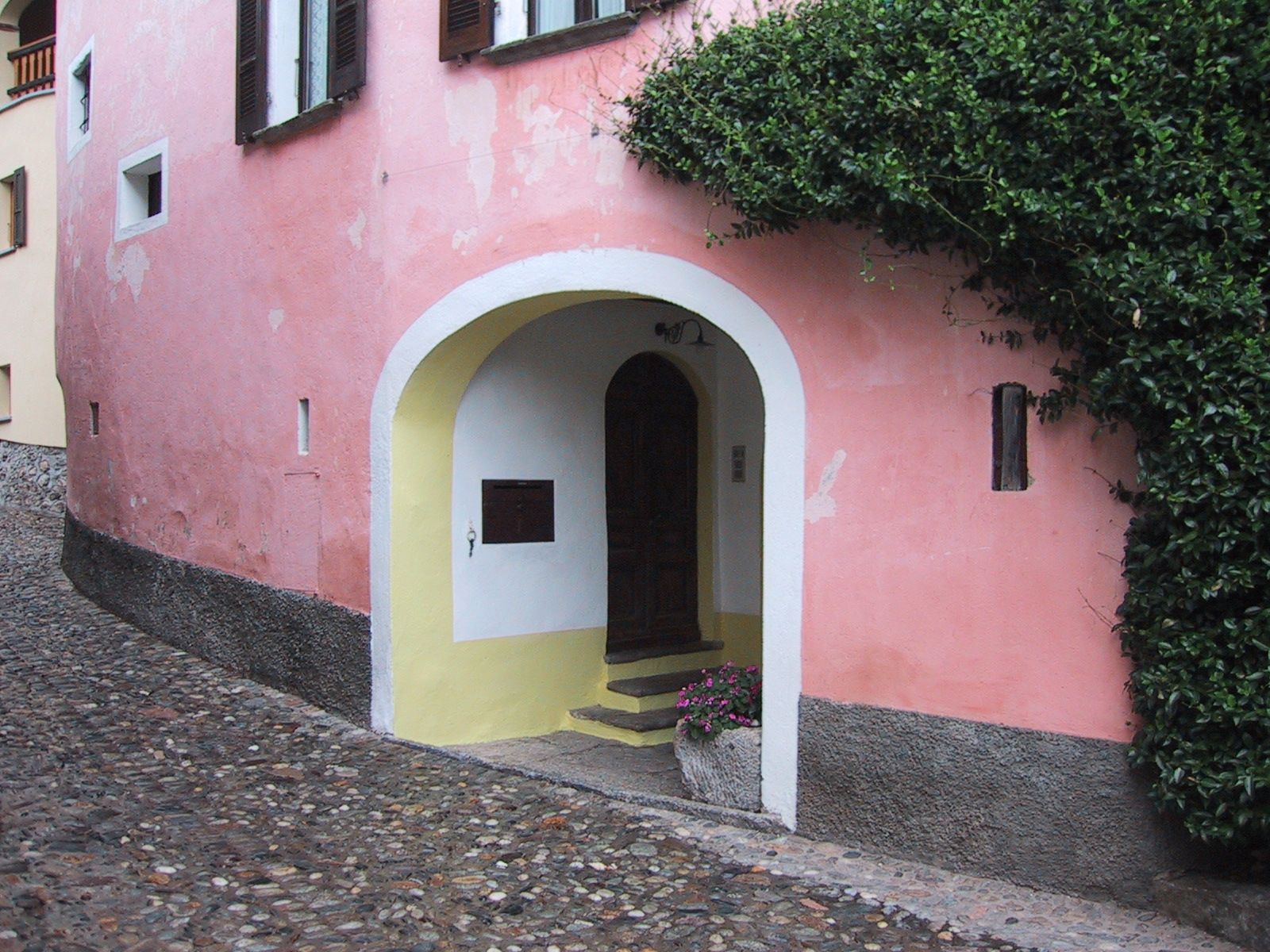
Hauseingang in Origlio
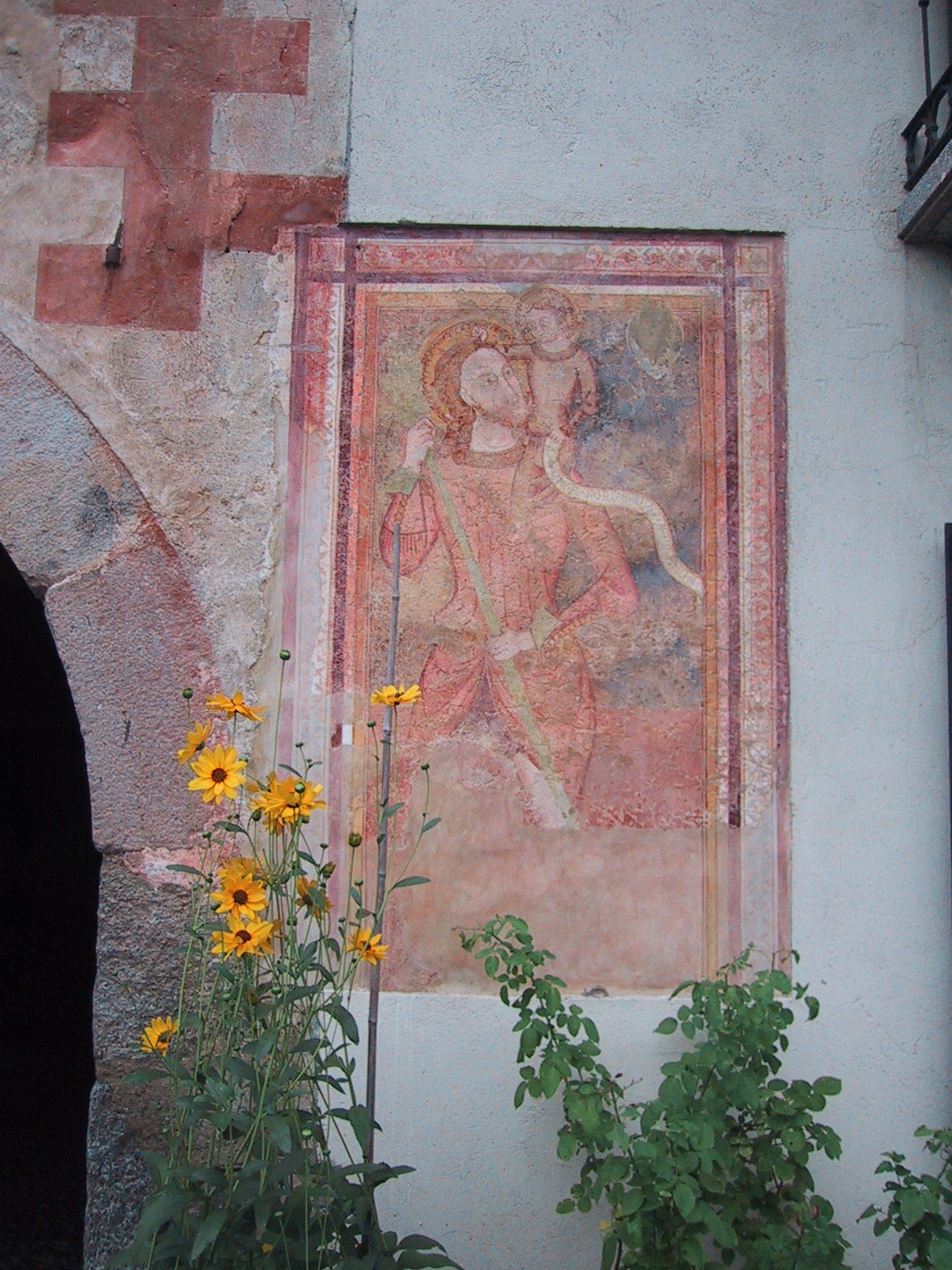
Wandbild  San Cristoforo in Origlio
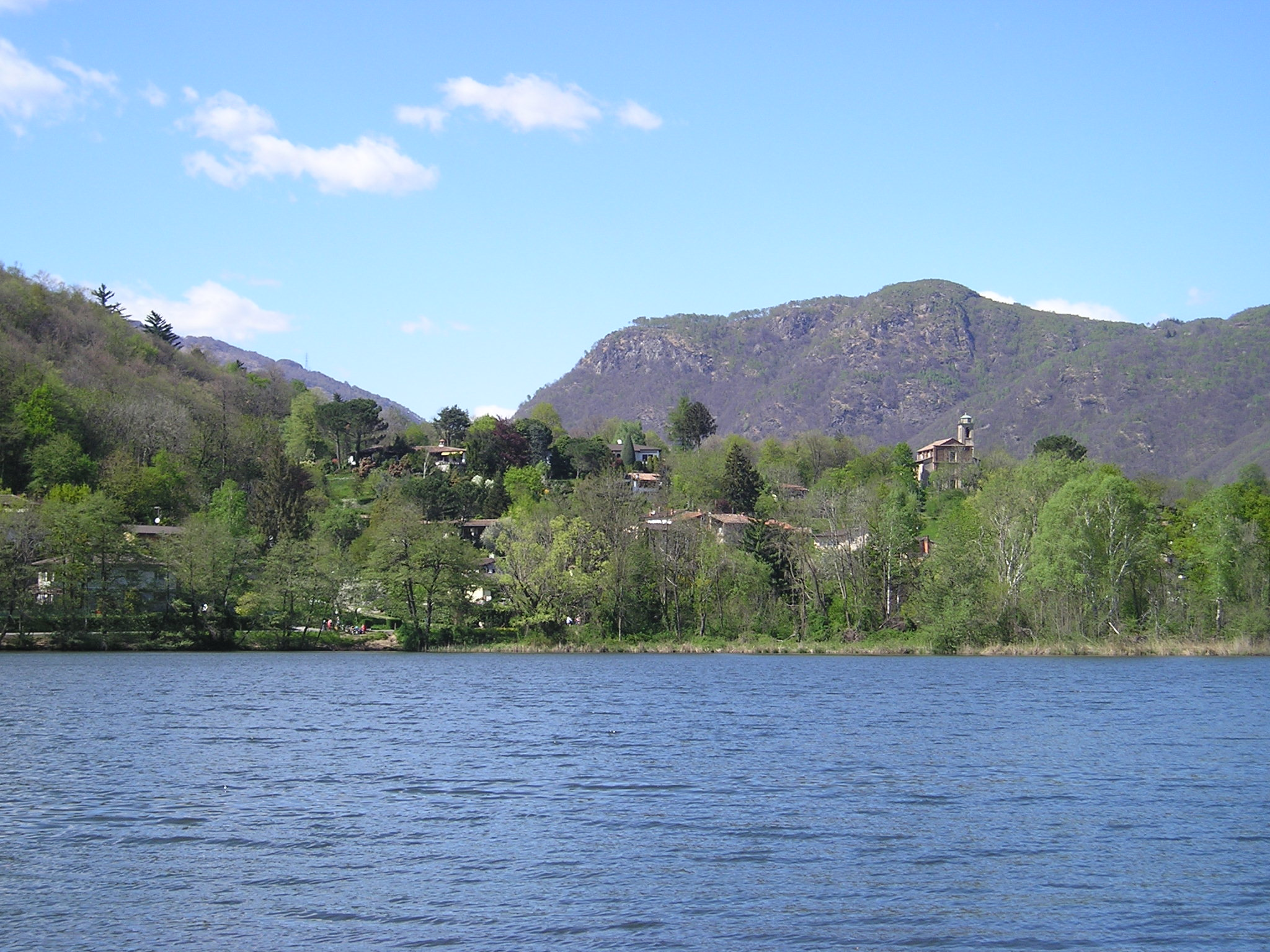
Origlioseelein